# Atherigona fumivenosa
Atherigona fumivenosa este o specie de muște din genul Atherigona, familia Muscidae, descrisă de Deeming în anul 1972.
Este endemică în Kenya. Conform Catalogue of Life specia Atherigona fumivenosa nu are subspecii cunoscute.